# DTZ
DTZ este o companie internațională de consultanță imobiliară cu sediul în Londra.
Este implicată la nivel global în crearea de soluții imobiliare și de afaceri imobiliare.
Compania este recunoscută ca lider în centrele de importanță majoră, de la San Francisco la Shanghai, de la Stockholm la Sidney.
Cu un număr total de peste 10.000 de angajați, compania își desfășoară activitatea în cele 200 de birouri din 40 de țări din întreaga lume.

## DTZ în România
Din noiembrie 2002, compania este prezentă și în România, fiind reprezentată de compania Echinox Consulting, redenumită în DTZ Echinox.
Cifra de afaceri:
- 2009: 2,5 milioane euro[3]
- 2008: 5,6 milioane euro[4]
- 2007: 4,2 milioane euro[4]